# 齋藤陽
齋藤 陽（さいとう よう）は、テレビ東京のアナウンサー。

## 来歴
山形県出身。慶應義塾大学法学部政治学科卒業後、2025年4月テレビ東京入社。
同年7月9日放送の『テレ東音楽祭2025〜夏〜』にて中継担当を務め、テレビ初登場。
同12日に先輩の田中瞳から引き継ぎ『モヤモヤさまぁ〜ず2』の5代目アシスタントに就任する事が発表され、同19日より出演中。

## 人物
- 大学時代はBSフジで学生キャスターを務めていた[4]。
- 大学2・3年次はメディア・コミュニケーション研究所に所属していた[5][6][注 1] 。
- 高校時代は東京・国分寺市で過ごしたことがテレビ番組で明かされている[7]。

## 出演
- テレ東音楽祭2025〜夏〜（2025年7月9日） - 中継担当
- モヤモヤさまぁ〜ず2（2025年7月19日 -  ） - 5代目アシスタント[2][注 2]